# Huddersfield Narrow Canal

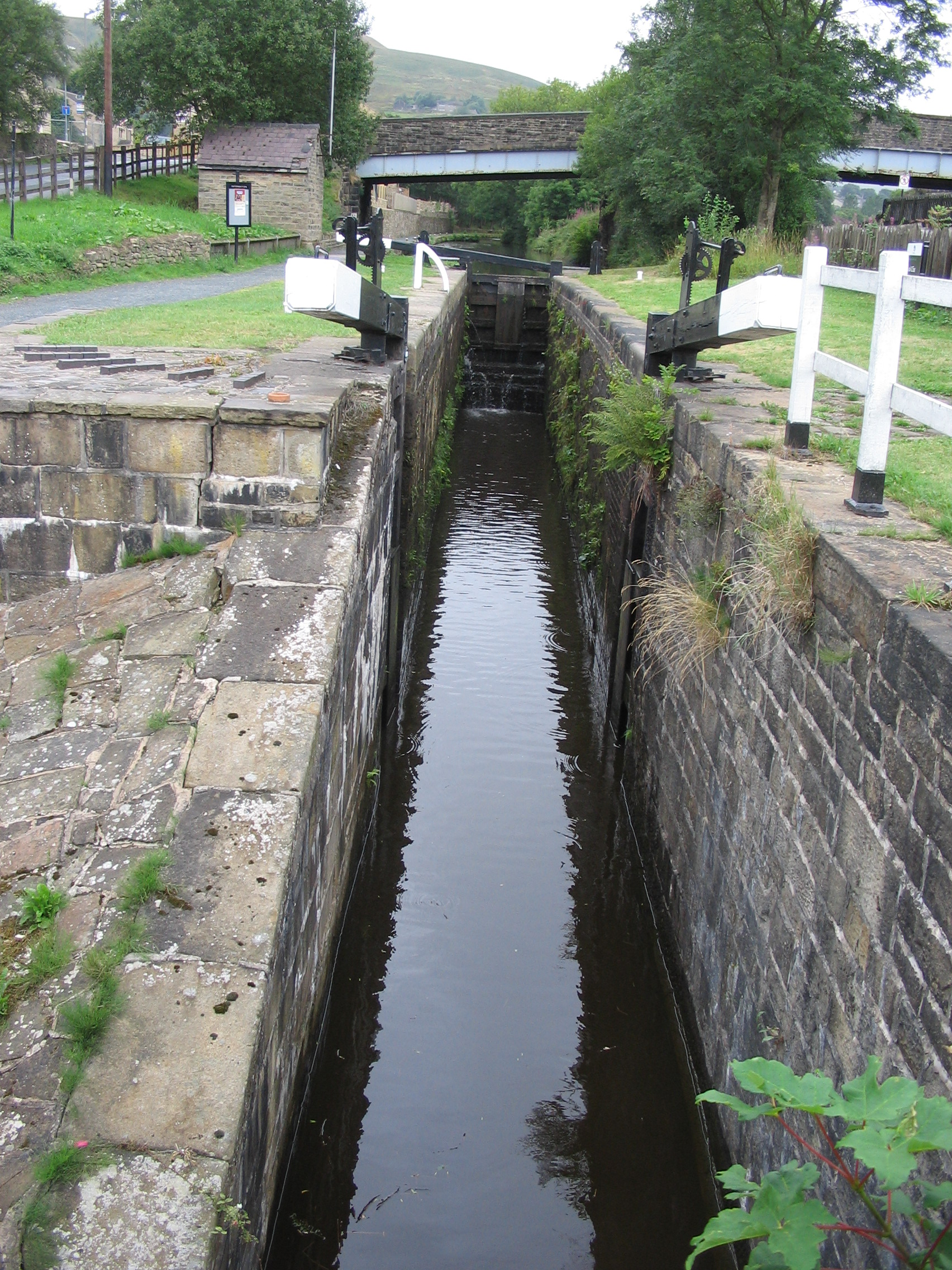
Schleuse des Huddersfield-Narrow-Kanal

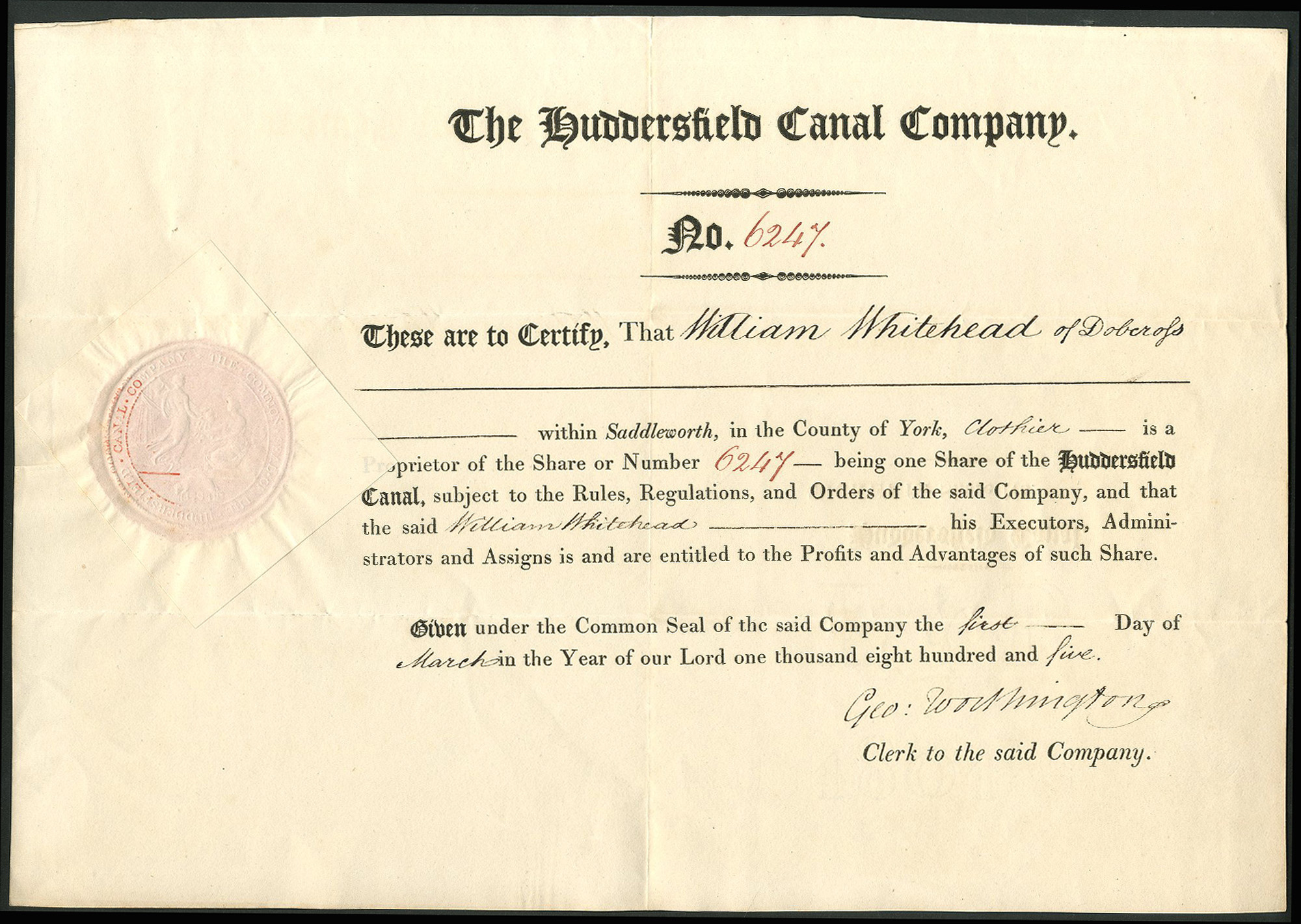
Aktie des Kanalbetreibers Huddersfield Canal Company vom 1. März 1805

Der Huddersfield Narrow Canal verbindet über eine Distanz von 35 Kilometern den Huddersfield Broad Canal bei der Stadt Huddersfield mit dem Ashton-Kanal bei Ashton under Lyne in England. Er stellt eine Wasserstraße über das Mittelgebirge der Pennines dar und wurde für Waren- und Gütertransporte zwischen West Yorkshire und dem Westen Englands genutzt.

## Beschreibung
Der Bau des Kanals wurde 1793 bei einer Versammlung in Huddersfield vorgeschlagen. Die Bauarbeiten begannen 1794, am 4. April 1811 war Einweihung.
Der Kanal überwindet die Höhenunterschiede auf seinem Weg über das Gebirge mit 74 handbetriebenen Schleusen, die stellenweise sehr dicht aufeinander folgen.

### Tunnel
Der Scheitelabschnitt des Kanals durchquert das Gelände in einem 5029 Meter langen, zum Teil mit Backsteinen ausgekleideten Tunnel, heute einer der Standedge-Tunnels. Dieser Tunnel ist der längste und höchstgelegene Kanaltunnel in Großbritannien. Er ist so schmal gebaut, dass für einen Treidelpfad kein Platz mehr blieb, weshalb die ansonsten von Pferden gezogenen Transportboote hier durch so genanntes legging angetrieben wurden: Menschen legten sich quer auf das Boot und liefen, sich am Boot festhaltend, mit den Füßen an der Tunnelwand entlang. Eine Passage konnte mehrere Stunden dauern.
Der Scout Tunnel durchquert eine kurze Hangseite bei Mossley.

### Boote
Die Beförderung von Waren und Gütern auf dem schmalen Kanal erforderte spezielle Narrowboats, die sehr schmal gebaut, aber ausgleichshalber bis zu 22 m lang waren.

### Stilllegung und Wiedereröffnung
1944 wurde der Kanal stillgelegt, da der Warenverkehr angesichts des aufkommenden Straßengüterverkehrs unrentabel geworden war. Ende des 20. Jahrhunderts wurde er jedoch für den nichtgewerblichen Bootsverkehr wieder instand gesetzt und ist seit 2001 erneut vollständig geöffnet.

### Kuriositäten

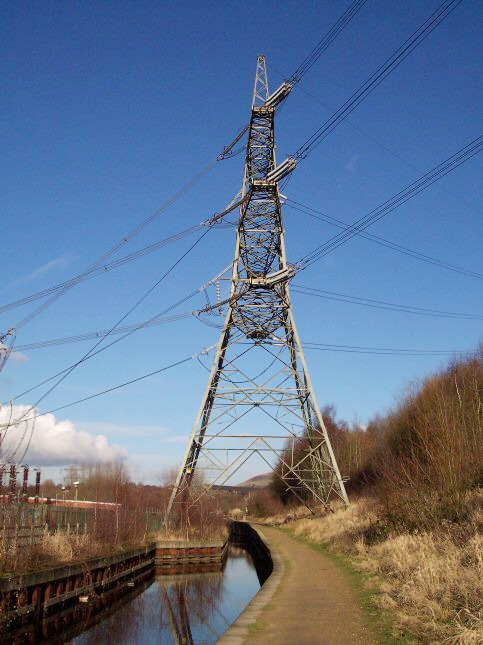
Überbauung des Kanals mit einem Freileitungsmast

Als weltweit einzigartig gilt eine Stelle nahe Stalybridge, wo der Kanal zwischen den Fundamenten des Freileitungsmastes 4ZO251B hindurchläuft. Das war ursprünglich nicht der Fall, doch nach der Stilllegung des Kanals war ein großes Umspannwerk darauf errichtet worden, so dass der Kanal an dieser Stelle nicht in der Originaltrassierung wiederhergestellt werden konnte. Der Weg zwischen den Mastfundamenten östlich des Umspannwerks stellte die einzig mögliche Verschwenkung dar.